# Amarna

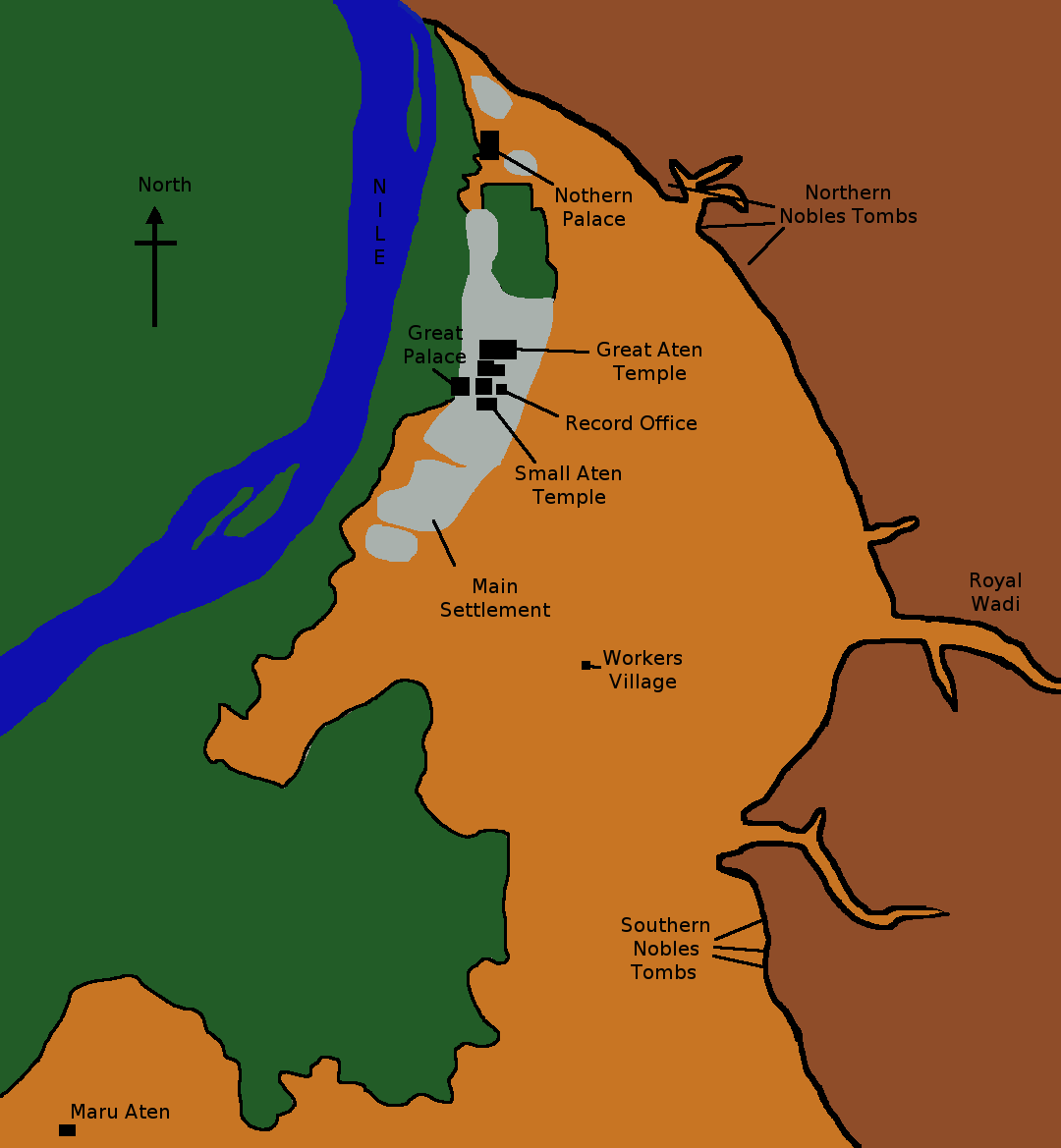
Plan Achetaton

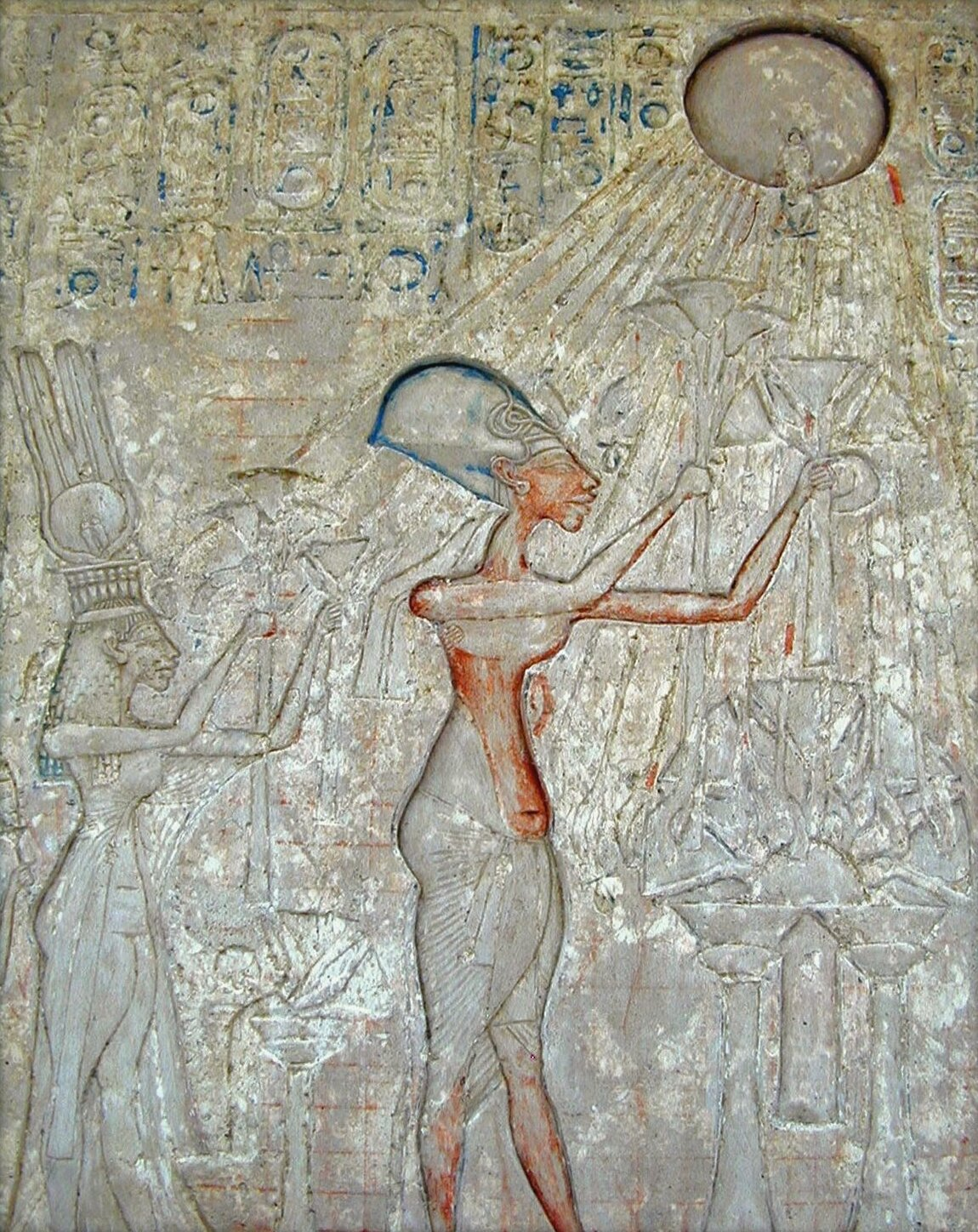
Echnaton z rodziną oddaje cześć Atonowi

Amarna (staroegipskie Achetaton) – miejscowość nad środkowym biegiem Nilu, na wschodnim brzegu, około 320 km na południe od Kairu. Jedno z najważniejszych stanowisk archeologicznych w Egipcie. Około 1358–1340 p.n.e. reformator religijny faraon Amenhotep IV (Echnaton) zbudował tam na dziewiczej ziemi stolicę swego państwa, a zarazem główny ośrodek nowej religii. Po jego śmierci miasto opuszczono.
Pozostałości stolicy zostały zburzone, ale dostarczyły badaczom wielu cennych znalezisk. W centralnej dzielnicy zbudowano Wielką Świątynię (w której Echnaton wraz z małżonką składali ofiary Atonowi) i Wielki Pałac, a w pobliżu Archiwum Państwowe, w którym w 1887 roku odnaleziono tabliczki klinowe z korespondencją dyplomatyczną, tzw. Listy z Amarny. Zespół budowli państwowych otaczały willowe dzielnice urzędników, warsztaty, pracownie (m.in. należąca do Totmesa, w której odnaleziono popiersie Nefertiti), kopalnie alabastru.
W pobliżu znajdują się dwa zespoły grobowców:
- północny, około 3 km na północ, z grobowcami m.in.:
  - Huya, nadzorcy królewskiego haremu i ochmistrza królowej Teje, bogato zdobiony płaskorzeźbami przedstawiającymi głównie sceny z uczt;
  - Meri-Re, wielkiego kapłana, z płaskorzeźbą przedstawiająca Echnatona na tle Wielkiej Świątyni i miasta;
- południowy, około 8 km na południe, z grobowcami m.in.:
  - Aja, wezyra Echnatona, bogaty zdobiony malowidłami przedstawiającymi najważniejsze sceny z życia wezyra, m.in. scenę odbierania ceremonialnych naszyjników z rąk Echnatona i Nefertiti;
  - Mahu, szefa policji Echnatona, z płaskorzeźbami ilustrującymi wykonywanie obowiązków przez Mahu.

Od lat osiemdziesiątych XIX wieku prace wykopaliskowe prowadzili kolejno: Urbain Bouriant, W.M. Flinders Petrie i Ludwig Borchardt.
Od nazwy miasta pochodzi nazwa stylu w sztuce egipskiej – okres amarneński.

## Historia wykopalisk
- 1714 – Claude Sicard, francuski jezuita i archeolog, po podróży wzdłuż doliny Nilu opisuje pierwszą znalezioną stelę z Amarny.
- 1798–1799 – francuska ekspedycja naukowa wysłana przez Napoleona sporządziła pierwszą mapę starożytnego miasta.
- 1824 – wykopaliska prowadzone przez Johna Gardnera Wilkinsona.
- 1833 – szkocki podróżnik Robert Hay prowadził wykopaliska w południowej części osady.
- 1843–1845 – pruska ekspedycja archeologiczna prowadzona przez Richarda Lepsiusa.
- 1887 – odnaleziono Listy z Amarny.